# Élections législatives de 2017 en Indre-et-Loire
Les élections législatives françaises de 2017 se dérouleront les 11 et 18 juin 2017. Dans le département d'Indre-et-Loire, cinq députés sont à élire dans le cadre de cinq circonscriptions.

## Élus
| Circonscription                                 | Député sortant                                    | Parti | Parti | Député élu ou réélu | Parti | Parti |
| ----------------------------------------------- | ------------------------------------------------- | ----- | ----- | ------------------- | ----- | ----- |
| 1re                                             | Jean-Patrick Gille                                |       | PS    | Philippe Chalumeau  |       | LREM  |
| 2e                                              | Claude Greff                                      |       | LR    | Daniel Labaronne    |       | LREM  |
| 3e                                              | Jean-Marie Beffara* suppléant de Marisol Touraine |       | PS    | Sophie Auconie      |       | UDI   |
| 4e                                              | Laurent Baumel                                    |       | PS    | Fabienne Colboc     |       | LREM  |
| 5e                                              | Philippe Briand*                                  |       | LR    | Sabine Thillaye     |       | LREM  |
| * député sortant ne se représentant pas en 2017 |                                                   |       |       |                     |       |       |

## Rappel des résultats départementaux des élections de 2012
| Parti          | Parti                                     | Premier tour | Premier tour | Second tour | Second tour | Sièges |
| Parti          | Parti                                     | Voix         | %            | Voix        | %           | Sièges |
| -------------- | ----------------------------------------- | ------------ | ------------ | ----------- | ----------- | ------ |
|                | Parti socialiste                          | 78 525       | 32,14        | 103 738     | 43,33       | 3      |
|                | Europe Écologie Les Verts                 | 18 360       | 7,51         | 24 732      | 10,33       | 0      |
|                | Divers gauche dont MRC                    | 7 406        | 3,03         |             |             | 0      |
|                | Parti radical de gauche                   | 425          | 0,17         | 0           |             |        |
|                | Majorité présidentielle                   | 104 716      | 42,85        | 128 470     | 53,66       | 3      |
|                |                                           |              |              |             |             |        |
|                | Union pour un mouvement populaire         | 81 025       | 33,16        | 110 963     | 46,34       | 2      |
|                | Nouveau centre                            | 4 477        | 1,83         |             |             | 0      |
|                | Divers droite dont DLR, PCD               | 3 978        | 1,63         | 0           |             |        |
|                | Parti radical                             | 577          | 0,24         | 0           |             |        |
|                | Droite parlementaire                      | 90 057       | 36,85        | 110 963     | 46,34       | 2      |
|                |                                           |              |              |             |             |        |
|                | Front national                            | 27 209       | 11,13        |             |             | 0      |
|                | Front de gauche                           | 13 095       | 5,36         | 0           |             |        |
|                | Mouvement démocrate                       | 4 148        | 1,7          | 0           |             |        |
|                | Extrême gauche dont LO et NPA             | 2 710        | 1,11         | 0           |             |        |
|                | Divers écologiste dont LT-LNÉ, MÉI et AÉI | 1 785        | 0,83         | 0           |             |        |
|                | Divers                                    | 641          | 0,26         | 0           |             |        |
|                |                                           |              |              |             |             |        |
| Inscrits       | Inscrits                                  | 413 239      | 100,00       | 413 242     | 100,00      | 5      |
| Abstentions    | Abstentions                               | 165 548      | 40,06        | 166 306     | 40,24       |        |
| Votants        | Votants                                   | 247 691      | 59,94        | 246 936     | 59,76       |        |
| Blancs et nuls | Blancs et nuls                            | 3 330        | 1,34         | 7 503       | 3,04        |        |
| Exprimés       | Exprimés                                  | 244 361      | 98,66        | 239 433     | 96,96       |        |

## Résultats

### Résultats à l'échelle du département
|                                                    |                                      |                           |                           |                          |                          |        |
|                                                    |                                      | Premier tour 11 juin 2017 | Premier tour 11 juin 2017 | Second tour 18 juin 2017 | Second tour 18 juin 2017 |        |
|                                                    |                                      |                           |                           |                          |                          |        |
|                                                    |                                      | Nombre                    | % des inscrits            | Nombre                   | % des inscrits           |        |
| Inscrits                                           | Inscrits                             | 428 788                   | 100,00                    | 428 765                  | 100,00                   |        |
| Abstentions                                        | Abstentions                          | 208 442                   | 48,61                     | 240 448                  | 56,08                    |        |
| Votants                                            | Votants                              | 220 346                   | 51,39                     | 188 317                  | 43,92                    |        |
|                                                    |                                      |                           | % des votants             |                          | % des votants            |        |
| Bulletins blancs                                   | Bulletins blancs                     | 3 587                     | 1,63                      | 15 744                   | 8,36                     |        |
| Bulletins nuls                                     | Bulletins nuls                       | 1 677                     | 0,76                      | 6 181                    | 3,28                     |        |
| Suffrages exprimés                                 | Suffrages exprimés                   | 215 082                   | 97,61                     | 166 392                  | 88,36                    |        |
|                                                    |                                      |                           |                           |                          |                          |        |
| Étiquette politique                                | Étiquette politique                  | Voix                      | % des exprimés            | Voix                     | % des exprimés           | Sièges |
|                                                    |                                      |                           |                           |                          |                          |        |
|                                                    | La République en marche              | 61 134                    | 28,42                     | 72 514                   | 43,58                    | 4      |
|                                                    | Les Républicains                     | 30 085                    | 13,99                     | 43 089                   | 25,90                    | 0      |
|                                                    | Parti socialiste                     | 28 886                    | 13,43                     | 28 595                   | 17,19                    | 0      |
|                                                    | La France insoumise                  | 27 721                    | 12,89                     |                          |                          |        |
|                                                    | Front national                       | 17 865                    | 8,31                      |                          |                          |        |
|                                                    | Écologiste                           | 12 099                    | 5,63                      |                          |                          |        |
|                                                    | Divers droite                        | 10 156                    | 4,72                      |                          |                          |        |
|                                                    | Union des démocrates et indépendants | 9 675                     | 4,50                      | 22 194                   | 13,34                    | 1      |
|                                                    | Debout la France                     | 6 101                     | 2,84                      |                          |                          |        |
|                                                    | Parti communiste français            | 4 004                     | 1,86                      |                          |                          |        |
|                                                    | Extrême gauche                       | 2 390                     | 1,11                      |                          |                          |        |
|                                                    | Parti radical de gauche              | 2 384                     | 1,11                      |                          |                          |        |
|                                                    | Divers                               | 1 917                     | 0,89                      |                          |                          |        |
|                                                    | Divers gauche                        | 665                       | 0,31                      |                          |                          |        |
| Source : Ministère de l'Intérieur - Indre-et-Loire |                                      |                           |                           |                          |                          |        |

### Résultats par circonscription

#### Première circonscription
Député sortant : Jean-Patrick Gille (Parti socialiste).
|                                                                               |                                                                            |                           |                           |                          |                          |
|                                                                               |                                                                            | Premier tour 11 juin 2017 | Premier tour 11 juin 2017 | Second tour 18 juin 2017 | Second tour 18 juin 2017 |
|                                                                               |                                                                            |                           |                           |                          |                          |
|                                                                               |                                                                            | Nombre                    | % des inscrits            | Nombre                   | % des inscrits           |
| Inscrits                                                                      | Inscrits                                                                   | 68 633                    | 100,00                    | 68 633                   | 100,00                   |
| Abstentions                                                                   | Abstentions                                                                | 34 690                    | 50,54                     | 40 752                   | 59,38                    |
| Votants                                                                       | Votants                                                                    | 33 943                    | 49,46                     | 27 881                   | 40,62                    |
|                                                                               |                                                                            |                           | % des votants             |                          | % des votants            |
| Bulletins blancs                                                              | Bulletins blancs                                                           | 321                       | 0,95                      | 1 979                    | 7,10                     |
| Bulletins nuls                                                                | Bulletins nuls                                                             | 143                       | 0,42                      | 782                      | 2,80                     |
| Suffrages exprimés                                                            | Suffrages exprimés                                                         | 33 479                    | 98,63                     | 25 120                   | 90,10                    |
|                                                                               |                                                                            |                           |                           |                          |                          |
| Candidat Étiquette politique (partis et alliances)                            | Candidat Étiquette politique (partis et alliances)                         | Voix                      | % des exprimés            | Voix                     | % des exprimés           |
|                                                                               |                                                                            |                           |                           |                          |                          |
|                                                                               | Philippe Chalumeau La République en marche                                 | 12 149                    | 36,29                     | 13 547                   | 53,93                    |
|                                                                               | Jean-Patrick Gille (député sortant) Parti socialiste                       | 5 069                     | 15,14                     | 11 573                   | 46,07                    |
|                                                                               | Claude Bourdin La France insoumise                                         | 4 795                     | 14,32                     |                          |                          |
|                                                                               | Céline Ballesteros Les Républicains (Union des démocrates et indépendants) | 4 387                     | 13,10                     |                          |                          |
|                                                                               | Laurence Lecardonnel Front national                                        | 1 762                     | 5,26                      |                          |                          |
|                                                                               | Christophe Dupin Europe Écologie Les Verts                                 | 1 675                     | 5,00                      |                          |                          |
|                                                                               | Lionel Béjeau Divers droite                                                | 837                       | 2,50                      |                          |                          |
|                                                                               | Bruno de Jorna Divers droite (577-Les Indépendants)                        | 731                       | 2,18                      |                          |                          |
|                                                                               | Léonard Lema Parti communiste français                                     | 486                       | 1,45                      |                          |                          |
|                                                                               | Emmanuel Lakière Debout la France                                          | 476                       | 1,42                      |                          |                          |
|                                                                               | Mathilde Zicca Divers (Parti animaliste)                                   | 357                       | 1,07                      |                          |                          |
|                                                                               | Maria Loire Écologiste (Alliance écologiste indépendante)                  | 328                       | 0,98                      |                          |                          |
|                                                                               | Philippe Conte Divers (Union populaire républicaine)                       | 227                       | 0,68                      |                          |                          |
|                                                                               | Anne Brunet Lutte ouvrière                                                 | 200                       | 0,60                      |                          |                          |
| Source : Ministère de l'Intérieur - Première circonscription d'Indre-et-Loire |                                                                            |                           |                           |                          |                          |

#### Deuxième circonscription
Député sortant : Claude Greff (Les Républicains).
|                                                                               |                                                                                         |                           |                           |                          |                          |
|                                                                               |                                                                                         | Premier tour 11 juin 2017 | Premier tour 11 juin 2017 | Second tour 18 juin 2017 | Second tour 18 juin 2017 |
|                                                                               |                                                                                         |                           |                           |                          |                          |
|                                                                               |                                                                                         | Nombre                    | % des inscrits            | Nombre                   | % des inscrits           |
| Inscrits                                                                      | Inscrits                                                                                | 88 630                    | 100,00                    | 88 627                   | 100,00                   |
| Abstentions                                                                   | Abstentions                                                                             | 41 974                    | 47,36                     | 48 795                   | 55,06                    |
| Votants                                                                       | Votants                                                                                 | 46 656                    | 52,64                     | 39 832                   | 44,94                    |
|                                                                               |                                                                                         |                           | % des votants             |                          | % des votants            |
| Bulletins blancs                                                              | Bulletins blancs                                                                        | 709                       | 1,52                      | 3 174                    | 7,97                     |
| Bulletins nuls                                                                | Bulletins nuls                                                                          | 287                       | 0,62                      | 1 146                    | 2,88                     |
| Suffrages exprimés                                                            | Suffrages exprimés                                                                      | 45 660                    | 97,87                     | 35 512                   | 89,15                    |
|                                                                               |                                                                                         |                           |                           |                          |                          |
| Candidat Étiquette politique (partis et alliances)                            | Candidat Étiquette politique (partis et alliances)                                      | Voix                      | % des exprimés            | Voix                     | % des exprimés           |
|                                                                               |                                                                                         |                           |                           |                          |                          |
|                                                                               | Daniel Labaronne La République en marche                                                | 17 087                    | 37,42                     | 20 191                   | 56,86                    |
|                                                                               | Claude Greff (députée sortante) Les Républicains (Union des démocrates et indépendants) | 9 663                     | 21,16                     | 15 321                   | 43,14                    |
|                                                                               | Frédéric Nobileau La France insoumise                                                   | 5 726                     | 12,54                     |                          |                          |
|                                                                               | Stanislas de La Ruffie Front national                                                   | 4 187                     | 9,17                      |                          |                          |
|                                                                               | Isabelle Gaudron Parti socialiste                                                       | 2 621                     | 5,74                      |                          |                          |
|                                                                               | Éric Beaugendre Europe Écologie Les Verts                                               | 1 815                     | 3,98                      |                          |                          |
|                                                                               | Virginie Bergerard Debout la France                                                     | 1 248                     | 2,73                      |                          |                          |
|                                                                               | Marc Lelandais Divers droite (577-Les Indépendants)                                     | 974                       | 2,13                      |                          |                          |
|                                                                               | Fabien Coste Parti communiste français                                                  | 785                       | 1,72                      |                          |                          |
|                                                                               | Pierre Morin Divers gauche                                                              | 665                       | 1,46                      |                          |                          |
|                                                                               | Catherine Rudeaut Lutte ouvrière                                                        | 337                       | 0,74                      |                          |                          |
|                                                                               | Valérie Lonjon Divers (Union populaire républicaine)                                    | 266                       | 0,58                      |                          |                          |
|                                                                               | Alexis Lamoureux Parti radical de gauche (Union des démocrates et des écologistes)      | 204                       | 0,45                      |                          |                          |
|                                                                               | Arthur Dufourg Divers droite (Alliance royale)                                          | 82                        | 0,18                      |                          |                          |
| Source : Ministère de l'Intérieur - Deuxième circonscription d'Indre-et-Loire |                                                                                         |                           |                           |                          |                          |

#### Troisième circonscription
Député sortant : Jean-Marie Beffara (Parti socialiste).
|                                                                                |                                                                        |                           |                           |                          |                          |
|                                                                                |                                                                        | Premier tour 11 juin 2017 | Premier tour 11 juin 2017 | Second tour 18 juin 2017 | Second tour 18 juin 2017 |
|                                                                                |                                                                        |                           |                           |                          |                          |
|                                                                                |                                                                        | Nombre                    | % des inscrits            | Nombre                   | % des inscrits           |
| Inscrits                                                                       | Inscrits                                                               | 97 490                    | 100,00                    | 97 495                   | 100,00                   |
| Abstentions                                                                    | Abstentions                                                            | 47 371                    | 48,59                     | 53 013                   | 54,38                    |
| Votants                                                                        | Votants                                                                | 50 119                    | 51,41                     | 44 482                   | 45,62                    |
|                                                                                |                                                                        |                           | % des votants             |                          | % des votants            |
| Bulletins blancs                                                               | Bulletins blancs                                                       | 1 275                     | 2,54                      | 3 780                    | 8,50                     |
| Bulletins nuls                                                                 | Bulletins nuls                                                         | 523                       | 1,04                      | 1 486                    | 3,34                     |
| Suffrages exprimés                                                             | Suffrages exprimés                                                     | 48 321                    | 96,41                     | 39 216                   | 88,16                    |
|                                                                                |                                                                        |                           |                           |                          |                          |
| Candidat Étiquette politique (partis et alliances)                             | Candidat Étiquette politique (partis et alliances)                     | Voix                      | % des exprimés            | Voix                     | % des exprimés           |
|                                                                                |                                                                        |                           |                           |                          |                          |
|                                                                                | Marisol Touraine Parti socialiste                                      | 13 792                    | 28,54                     | 17 022                   | 43,41                    |
|                                                                                | Sophie Auconie Union des démocrates et indépendants (Les Républicains) | 9 675                     | 20,02                     | 22 194                   | 56,59                    |
|                                                                                | Sylvie Adolphe La France insoumise                                     | 6 621                     | 13,70                     |                          |                          |
|                                                                                | Marc Angenault Divers droite (Les Républicains diss.)                  | 5 224                     | 10,81                     |                          |                          |
|                                                                                | Éva Kukulski Front national                                            | 3 680                     | 7,62                      |                          |                          |
|                                                                                | Marie-Agnès Peltier Europe Écologie Les Verts                          | 3 191                     | 6,60                      |                          |                          |
|                                                                                | François-Xavier Decrop Debout la France                                | 1 933                     | 4,00                      |                          |                          |
|                                                                                | Ronan Lebert Parti communiste français                                 | 1 595                     | 3,30                      |                          |                          |
|                                                                                | Marie-Pierre Hage Écologiste (Alliance écologiste indépendante)        | 884                       | 1,83                      |                          |                          |
|                                                                                | Claire Delore Extrême gauche (Parti ouvrier indépendant démocratique)  | 610                       | 1,26                      |                          |                          |
|                                                                                | Thomas Jouhannaud Lutte ouvrière                                       | 455                       | 0,94                      |                          |                          |
|                                                                                | Philippe Rubel Divers (Union populaire républicaine)                   | 449                       | 0,93                      |                          |                          |
|                                                                                | Robert de Prévoisin Divers droite (Alliance royale)                    | 212                       | 0,44                      |                          |                          |
| Source : Ministère de l'Intérieur - Troisième circonscription d'Indre-et-Loire |                                                                        |                           |                           |                          |                          |

#### Quatrième circonscription
Député sortant : Laurent Baumel (Parti socialiste).
|                                                                                |                                                                               |                           |                           |                          |                          |
|                                                                                |                                                                               | Premier tour 11 juin 2017 | Premier tour 11 juin 2017 | Second tour 18 juin 2017 | Second tour 18 juin 2017 |
|                                                                                |                                                                               |                           |                           |                          |                          |
|                                                                                |                                                                               | Nombre                    | % des inscrits            | Nombre                   | % des inscrits           |
| Inscrits                                                                       | Inscrits                                                                      | 90 129                    | 100,00                    | 90 130                   | 100,00                   |
| Abstentions                                                                    | Abstentions                                                                   | 43 688                    | 48,47                     | 50 529                   | 56,06                    |
| Votants                                                                        | Votants                                                                       | 46 441                    | 51,53                     | 39 601                   | 43,94                    |
|                                                                                |                                                                               |                           | % des votants             |                          | % des votants            |
| Bulletins blancs                                                               | Bulletins blancs                                                              | 717                       | 1,54                      | 3 694                    | 9,33                     |
| Bulletins nuls                                                                 | Bulletins nuls                                                                | 308                       | 0,66                      | 1 586                    | 4,00                     |
| Suffrages exprimés                                                             | Suffrages exprimés                                                            | 45 416                    | 97,79                     | 34 321                   | 86,67                    |
|                                                                                |                                                                               |                           |                           |                          |                          |
| Candidat Étiquette politique (partis et alliances)                             | Candidat Étiquette politique (partis et alliances)                            | Voix                      | % des exprimés            | Voix                     | % des exprimés           |
|                                                                                |                                                                               |                           |                           |                          |                          |
|                                                                                | Fabienne Colboc La République en marche                                       | 15 618                    | 34,39                     | 19 994                   | 58,26                    |
|                                                                                | Hervé Novelli Les Républicains (Union des démocrates et indépendants)         | 8 100                     | 17,84                     | 14 327                   | 41,74                    |
|                                                                                | Laurent Baumel (député sortant) Parti socialiste                              | 7 404                     | 16,30                     |                          |                          |
|                                                                                | Nadia Vezin La France insoumise                                               | 5 209                     | 11,47                     |                          |                          |
|                                                                                | Véronique Péan Front national                                                 | 4 260                     | 9,38                      |                          |                          |
|                                                                                | Michel Gendron Europe Écologie Les Verts                                      | 1 616                     | 3,56                      |                          |                          |
|                                                                                | Véronique Valin Debout la France                                              | 1 147                     | 2,53                      |                          |                          |
|                                                                                | Geoffroy de Vries Divers droite (Centre national des indépendants et paysans) | 741                       | 1,63                      |                          |                          |
|                                                                                | Sophie Hervé Parti communiste français                                        | 645                       | 1,42                      |                          |                          |
|                                                                                | Jean-Jacques Prodhomme Lutte ouvrière                                         | 425                       | 0,94                      |                          |                          |
|                                                                                | Kemaïs Marzouk Divers (Union populaire républicaine)                          | 251                       | 0,55                      |                          |                          |
|                                                                                | Pierre Polier Divers droite (577-Les Indépendants)                            | 0                         | 0,00                      |                          |                          |
| Source : Ministère de l'Intérieur - Quatrième circonscription d'Indre-et-Loire |                                                                               |                           |                           |                          |                          |

#### Cinquième circonscription
Député sortant : Philippe Briand (Les Républicains).
|                                                                                |                                                                                           |                           |                           |                          |                          |
|                                                                                |                                                                                           | Premier tour 11 juin 2017 | Premier tour 11 juin 2017 | Second tour 18 juin 2017 | Second tour 18 juin 2017 |
|                                                                                |                                                                                           |                           |                           |                          |                          |
|                                                                                |                                                                                           | Nombre                    | % des inscrits            | Nombre                   | % des inscrits           |
| Inscrits                                                                       | Inscrits                                                                                  | 83 876                    | 100,00                    | 83 880                   | 100,00                   |
| Abstentions                                                                    | Abstentions                                                                               | 40 684                    | 48,50                     | 47 359                   | 56,46                    |
| Votants                                                                        | Votants                                                                                   | 43 192                    | 51,50                     | 36 521                   | 43,54                    |
|                                                                                |                                                                                           |                           | % des votants             |                          | % des votants            |
| Bulletins blancs                                                               | Bulletins blancs                                                                          | 722                       | 1,67                      | 3 117                    | 8,53                     |
| Bulletins nuls                                                                 | Bulletins nuls                                                                            | 263                       | 0,61                      | 1 181                    | 3,23                     |
| Suffrages exprimés                                                             | Suffrages exprimés                                                                        | 42 207                    | 97,72                     | 32 223                   | 88,23                    |
|                                                                                |                                                                                           |                           |                           |                          |                          |
| Candidat Étiquette politique (partis et alliances)                             | Candidat Étiquette politique (partis et alliances)                                        | Voix                      | % des exprimés            | Voix                     | % des exprimés           |
|                                                                                |                                                                                           |                           |                           |                          |                          |
|                                                                                | Sabine Thillaye La République en marche                                                   | 16 281                    | 38,57                     | 18 782                   | 58,29                    |
|                                                                                | Fabrice Boigard Les Républicains (Union des démocrates et indépendants)                   | 7 935                     | 18,80                     | 13 441                   | 41,71                    |
|                                                                                | Constance Ascar La France insoumise                                                       | 5 370                     | 12,72                     |                          |                          |
|                                                                                | Daniel Fraczak Front national                                                             | 3 976                     | 9,42                      |                          |                          |
|                                                                                | Mélanie Fortier Parti radical de gauche                                                   | 2 180                     | 5,17                      |                          |                          |
|                                                                                | Erwan Deliz Europe Écologie Les Verts                                                     | 1 699                     | 4,03                      |                          |                          |
|                                                                                | Augustin Chazal Divers droite (577-Les Indépendants)                                      | 1 355                     | 3,21                      |                          |                          |
|                                                                                | Jean de Fouquières Debout la France                                                       | 1 297                     | 3,07                      |                          |                          |
|                                                                                | Robert Bryche Écologiste (Le Trèfle - Confédération pour l'homme, l'animal et la planète) | 891                       | 2,11                      |                          |                          |
|                                                                                | Françoise Roux Parti communiste français                                                  | 493                       | 1,17                      |                          |                          |
|                                                                                | Aurélien Durand Divers (Union populaire républicaine)                                     | 367                       | 0,87                      |                          |                          |
|                                                                                | Sylvie Thiébaut Lutte ouvrière                                                            | 363                       | 0,86                      |                          |                          |
|                                                                                | Patrice Vallée Divers droite                                                              | 0                         | 0,00                      |                          |                          |
| Source : Ministère de l'Intérieur - Cinquième circonscription d'Indre-et-Loire |                                                                                           |                           |                           |                          |                          |